# Sound & Vision
Stereo Review va ser una revista estatunidenca que Ziff-Davis va començar a publicar el 1958 amb el títol de HiFi and Music Review. Era una de les diverses revistes d'aquells temps dedicades a l'alta fidelitat. Al llarg de la seva vida va publicar una barreja de ressenyes dedicades a equips musicals, àlbums i músics de l'època. El nom va canviar a HiFi Review el 1959. Es va convertir en HiFi / Stereo Review el 1961 per reflectir la creixent utilització de tecnologia estereofònica dels enregistraments de l'època. El 1968 es va canviar, simplement, a Stereo Review, reflectint el canvi a sistemes estèreo i simplificant el títol. A finals dels anys 80, la revista va ser comprada per CBS Magazines (ara Hachette Filipacchi), i el 1989 va absorbir la revista High Fidelity. Durant els anys 90, la moda va començar a diversificar-se cap equips de home theater i la revista va fer el mateix. Finalment, el 1999, la revista es va anomenar Stereo Review's Sound & Vision i finalment Sound & Vision.